# Église Saint-Loup de Grandeyrolles
Pour les articles homonymes, voir Église Saint-Loup.
L'église Saint-Loup est une église catholique située à Grandeyrolles, en France.

## Localisation
L'église est située à Grandeyrolles dans le département français du Puy-de-Dôme.

## Historique
L'église Saint-Loup aurait été créée vers le XIe siècle par un baron de Montrognon, sur un très ancien lieu de culte.
L'édifice est classé au titre des monuments historiques en 1972.

## Architecture
Extérieurement, l'église Saint-Loup est de style roman avec un clocher en peigne et un toit en lauzes, qui a été rénové en 2003, le linteau et les pentures de la porte datent du XIVe siècle, ainsi que certains éléments de décoration comme l'antéfixe, la pierre en arkose ornée d'entrelacs, la corniche sur modillons frustes.